# Saint-Louis-en-l'Isle
Saint-Louis-en-l'Isle is een gemeente in het Franse departement Dordogne (regio Nouvelle-Aquitaine) en telt 244 inwoners (2005). De plaats maakt deel uit van het arrondissement Périgueux.

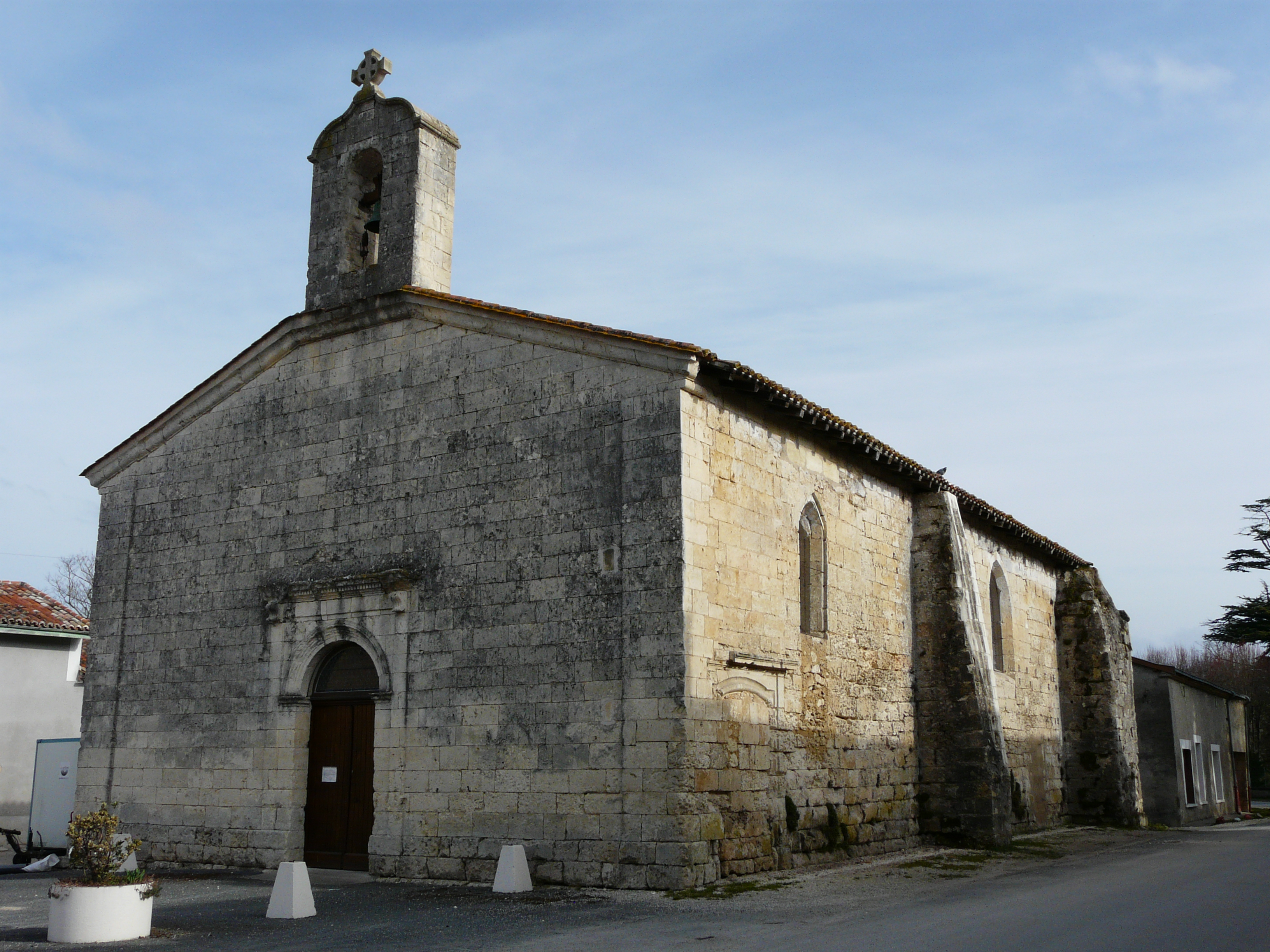
Kerk van Saint-Louis-en-l'Isle
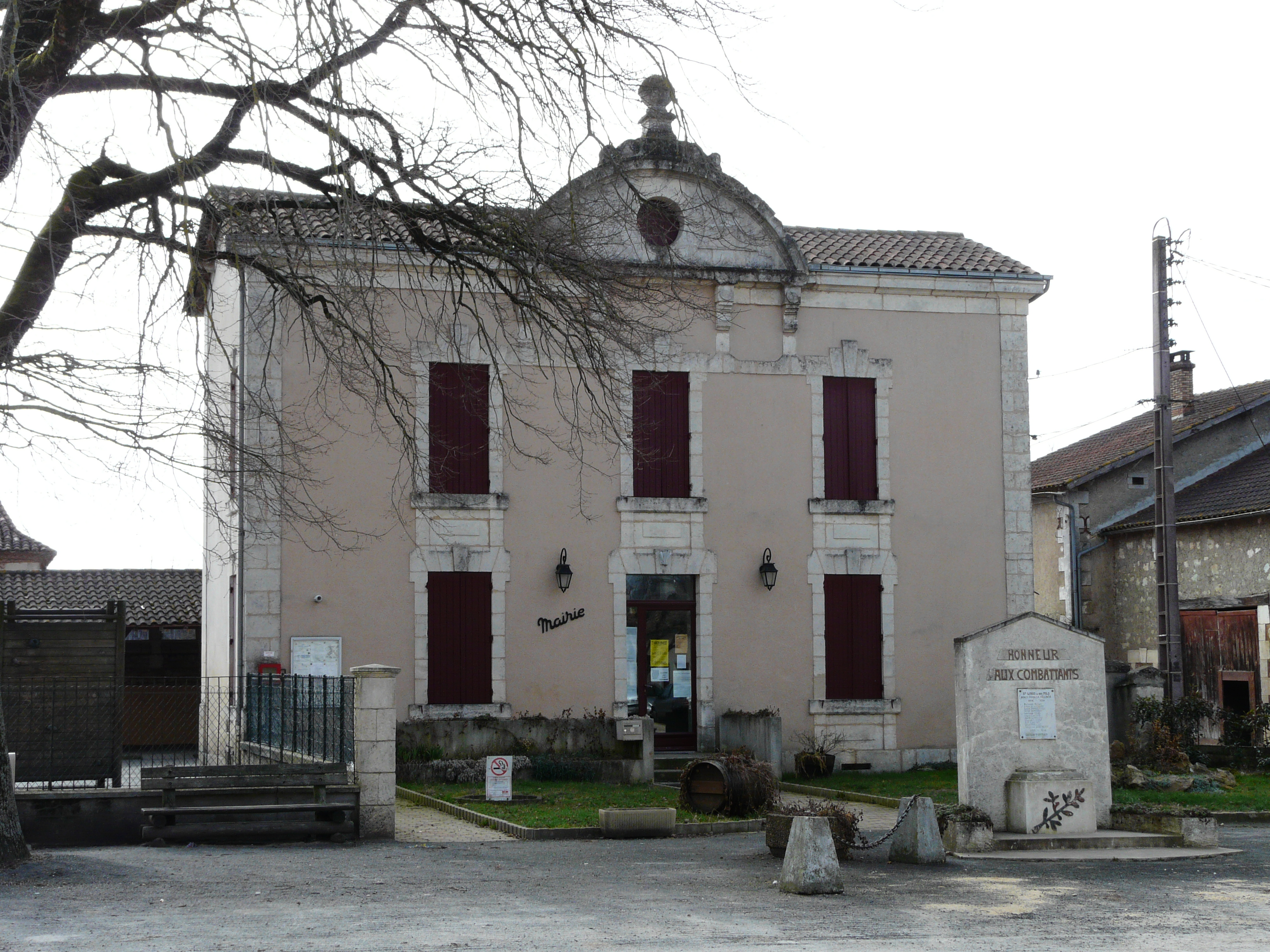
Gemeentehuis
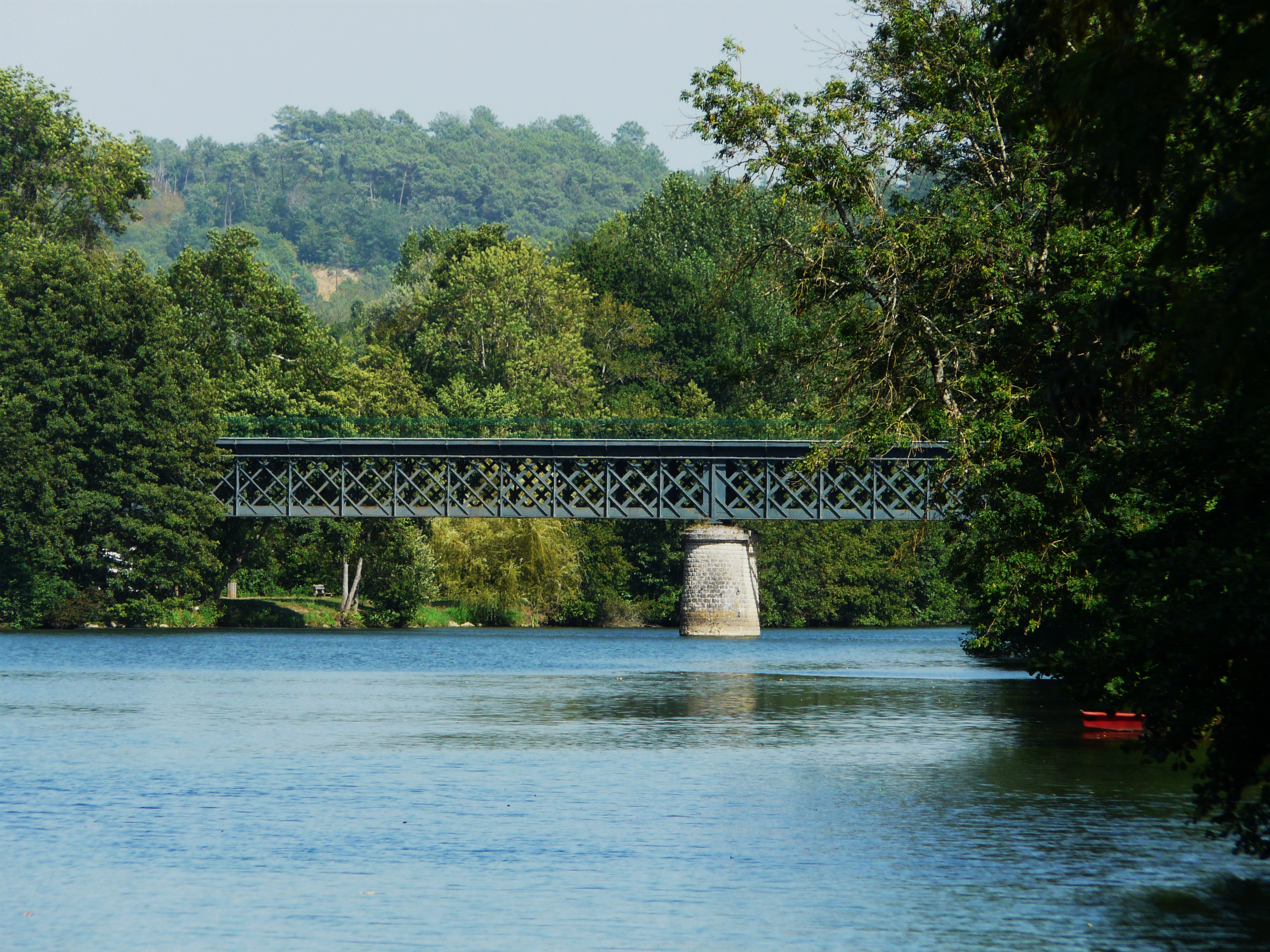
Brug bij Saint-Louis-en-l'Isle

## Geografie
De oppervlakte van Saint-Louis-en-l'Isle bedraagt 2,8 km², de bevolkingsdichtheid is 87,1 inwoners per km².
De onderstaande kaart toont de ligging van Saint-Louis-en-l'Isle met de belangrijkste infrastructuur en aangrenzende gemeenten.

## Demografie
Onderstaande figuur toont het verloop van het inwonertal (bron: INSEE-tellingen).